# 25 avril en sport
25 mars 25 mai
Chronologies thématiques
- Croisades
- Ferroviaires
- Disney

Le 25 avril (115e jour de l'année ou 116e en cas d'année bissextile) en sport.

## Événements

### XXesièclede1901à1950
- 1926 :
  - (Sport automobile /Grand Prix automobile) : victoire de l'italien Meo Costantini sur la course Targa Florio.

### XXesièclede1951à2000
- 1982 :
  - (Sport automobile /Formule 1) : au Grand Prix automobile de Saint-Marin qui se déroulait sur le circuit Enzo et Dino Ferrari, victoire du français Didier Pironi sur une Ferrari.
- 1993
  - (Sport automobile /Formule 1) : au Grand Prix automobile de Saint-Marin qui se déroulait sur le circuit Enzo et Dino Ferrari, victoire du français Alain Prost sur une Williams-Renault.

### XXIesiècle
- 2004 :
  - (Cyclisme sur route /Classique) : l'Italien Davide Rebellin remporte Liège-Bastogne-Liège, devant le Néerlandais Michael Boogerd et le Kazakh Alexandre Vinokourov. Il est ainsi le premier coureur à réaliser un triplé sur les classiques ardennaises.
  - (Sport automobile /Formule 1) : au Grand Prix automobile de Saint-Marin qui se déroulait sur le circuit Enzo et Dino Ferrari, victoire de l'allemand Michael Schumacher sur une Ferrari.
- 2010 :
  - (Cyclisme sur route /Classique) : le Kazakh Alexandre Vinokourov remporte pour la deuxième fois Liège-Bastogne-Liège, devant le Russe Alexandr Kolobnev et l'Espagnol Alejandro Valverde.
- 2016 :
  - (Escrime /Championnats du monde) : début de la 64e édition des Championnats du monde d'escrime qui se déroulent jusqu'au 27 avril 2016 à Rio de Janeiro, au Brésil. Deux épreuves seulement s'y tiennent, le fleuret dames par équipes et le sabre hommes par équipes, les deux épreuves non retenues aux Jeux olympiques de Rio, la même année.
  - (Football /Ligue 2) : L'AS Nancy-Lorraine valide sa montée en Ligue 1 en battant le FC Sochaux (1-0)[1].
  - (Voile /Transat) : Thierry Chabagny et Erwan Tabarly (Gedimat) remportent leur première Transat AG2R La Mondiale en 22 jours 01 heures 06 minutes et 53 secondes, ils devancent les duos Lunven-Mahé et Hardy-Biarnes[2].

## Naissances

### XIXesiècle
- 1856 :
  - Lovick Friend, joueur de cricket et footballeur anglais. († 19 novembre 1944).
- 1857 :
  - Charles Terront, cycliste sur piste et sur route français. († 31 octobre 1932).
- 1868 :
  - Ernst Linder, cavalier de dressage puis général d'armée suédois. Champion olympique de dressage aux Jeux de Paris 1924. († 14 septembre 1943).
  - Willie Maley, footballeur puis entraîneur écossais. († 2 avril 1958).
- 1872 :
  - C. B. Fry, joueur de cricket, footballeur, athlète de saut et joueur de rugby anglais. (26 sélections en Test cricket et 1 sélection en Équipe d'Angleterre de football). († 7 septembre 1956).
- 1874 :
  - Ernest Webb, athlète de marches athlétiques britannique. Médaillé d'argent du 3500 m et du 10 miles marches aux Jeux de Londres 1908 puis médaillé d'argent du 10 km aux Jeux de Stockholm 1912. († 24 février 1934).
- 1878 :
  - William Merz, gymnaste et athlète d'épreuves combinées américain. Médaillé d'argent des anneaux, médaillé de bronze du saut de cheval, du cheval d'arçons, du concours complet 4 épreuves puis médaillé de bronze du triathlon aux Jeux de Saint-Louis 1904. († 17 mars 1946).
- 1884 :
  - Arthur Chevrolet, pilote de courses automobile et entrepreneur américano-suisse. († 16 avril 1946).
  - Jean-Baptiste Dortignacq, cycliste sur route français. († 13 mai 1928).

### XXesièclede1901à1950
- 1905 :
  - George Nepia, joueur de rugby à XV néo-zélandais. (46 sélections en équipe nationale). († 27 août 1986).
- 1915 :
  - Paul Giguet, cycliste sur route français. († 28 septembre 1993).
- 1917 :
  - Jean Lucas, pilote de courses automobile français. († 27 septembre 2003).
- 1919 :
  - Finn Helgesen, patineur de vitesse norvégien. Champion olympique du 500 m aux Jeux de Saint-Moritz 1948. († 3 septembre 2011).
- 1924 :
  - Ingemar Johansson, athlète de marches athlétiques suédois. Médaillé d'argent du 10 km marche aux Jeux de Londres 1948. († 18 avril 2009).
- 1929 :
  - Abderrahman Mahjoub, footballeur puis entraîneur franco-marocain. (7 sélections en équipe de France). Sélectionneur de l'équipe du Maroc de 1963 à 1967 et de 1972 à 1973. († 31 août 2011).
  - Malcolm Thomas, joueur de rugby à XV gallois. Vainqueur des Grand Chelem 1950 et 1952 puis du Tournoi des cinq nations 1956. (27 sélections en équipe nationale). († 9 avril 2012).
- 1932 :
  - Meadowlark Lemon, basketteur puis acteur américain. († 27 décembre 2015).
- 1938 :
  - Edouard Ivanov, hockeyeur sur glace soviétique puis russe. Champion olympique aux Jeux d'Innsbruck 1964. Champion du monde de hockey sur glace 1963, 1965 et 1967. († 16 janvier 2012).
- 1939 :
  - Tarcisio Burgnich, footballeur puis entraîneur italien. Champion d'Europe de football 1968. Vainqueur des Coupe des clubs champions 1964 et 1965. (66 sélections en équipe nationale) († 26 mai 2021).
- 1946 :
  - José Antonio González Linares, cycliste sur route espagnol.
- 1947 :
  - Johan Cruyff, footballeur puis entraîneur néerlandais. Vainqueur des Coupe des clubs champions 1971, 1972, 1973, des Coupe d'Europe des vainqueurs de coupe 1987 et 1989 et de la Coupe des clubs champions 1992 comme entraîneur. (48 sélections en équipe nationale) († 24 mars 2016).
- 1950 :
  - Michel Taffary, joueur de rugby à XV français. (4 sélections en équipe de France).

### XXesièclede1951à2000
- 1952 :
  - Jacques Santini, footballeur puis entraîneur et consultant TV français. Sélectionneur de l'équipe de France de 2002 à 2004.
  - Vladislav Tretiak, hockeyeur sur glace soviétique puis russe. Champion olympique aux Jeux de Sapporo 1972 puis aux Jeux d'Innsbruck 1976, médaillé d'argent aux Jeux de Lake Placid 1980 et champion olympique aux Jeux de Sarajevo 1984. Champion du monde de hockey sur glace 1970, 1971, 1973, 1974, 1975, 1978, 1979, 1981, 1982 et 1983.
- 1955 :
  - Américo Gallego, footballeur puis entraîneur argentin. Champion du monde de football 1978. Vainqueur de la Copa Libertadores 1986. (73 sélections en équipe nationale).
- 1957 :
  - Cor Euser, pilote de courses automobile d'endurance néerlandais.
  - Theo de Rooij, cycliste sur route néerlandais. Vainqueur du Tour d'Allemagne 1982.
- 1959 :
  - Tony Phillips, joueur de baseball américain. († 17 février 2016).
- 1961 :
  - Miran Tepeš, sauteur à ski yougoslave puis slovène. Médaillé d'argent par équipes aux Jeux de Calgary 1988.
- 1962 :
  - Foeke Booy, footballeur puis entraîneur néerlandais.
- 1963 :
  - David Moyes, footballeur puis entraîneur écossais.
- 1965 :
  - Mark Bryant, basketteur américain.
- 1966 :
  - Diego Domínguez, joueur de rugby à XV argentino-italien. (2 sélections avec l'équipe d'Argentine et 74 avec celle d'Italie).
- 1967 :
  - Angel Martino, nageuse américaine. Championne olympique du 4 × 100 m nage libre et médaillée de bronze du 50 m nage libre aux Jeux de Barcelone 1992, championne olympique du 4 × 100 m nage libre et du 4 × 100 m 4 nages puis médaillée de bronze du 100 m nage libre et du 100 m papillon aux Jeux d'Atlanta 1996.
- 1970 :
  - Joël Abati, handballeur français. Champion olympique aux Jeux de Pékin 2008. Champion du monde de handball 2001 et 2009, médaillé de bronze au Championnat du monde de handball masculin 2003 et 2005. Champion d'Europe de handball 2006. Vainqueur des Coupe EHF 1999, 2001 et 2007 puis de la Ligue des champions 2002. (204 sélections en Équipe de France).
- 1974 :
  - Mathias Patin, volleyeur français. (97 sélections en équipe de France).
- 1975 :
  - Truls Ove Karlsen, skieur alpin norvégien.
- 1976 :
  - Tim Duncan, basketteur américain. Médaillé de bronze aux Jeux d'Athènes 2004. (27 sélections en équipe nationale).
  - Rainer Schüttler, joueur de tennis allemand. Médaillé d'argent du double aux Jeux d'Athènes 2004.
- 1978 :
  - Jean-Michel Lucenay, épéiste français. Champion olympique de l'épée par équipes aux Jeux de Rio 2016. Champion du monde d'escrime de l'épée par équipes 2002, 2009, 2011 et 2014. Championn d'Europe d'escrime de l'épée par équipes 2003, 2008, 2011 et 2016 puis champion d'Europe d'escrime de l'épée en individuel 2010.
- 1979 :
  - Andreas Kuettel, sauteur à ski suisse. Champion du monde de saut à ski du grand tremplin 2009.
- 1980 :
  - Alejandro Valverde, cycliste sur route espagnol. Vainqueur du Tour d'Espagne 2009, des Flèche wallonne 2006, 2014, 2015 2016 et 2017, des Liège-Bastogne-Liège 2006, 2008, 2015 et 2017, des Tours de Catalogne 2009, 2017 et 2018.
- 1981 :
  - Chester Mason, basketteur américain.
  - Felipe Massa, pilote de F1 brésilien. (11 victoires en Grand Prix).
  - Anja Pärson, skieuse alpine suédoise. Médaillée d'argent du géant et médaillée de bronze du slalom aux Jeux de Salt Lake City 2002, championne olympique du slalom et médaillée de bronze de la descente et du combiné aux Jeux de Turin 2006 puis médaillée de bronze du combiné aux Jeux de Vancouver 2010. Championne du monde de ski alpin du slalom 2001, championne du monde de ski alpin du slalom géant 2003, championne du monde de ski alpin du super-G et du géant 2005, championne du monde de ski alpin de la descente, du super-G et du combiné 2007.
- 1982 :
  - Grégory Bourdy, golfeur français.
  - Monty Panesar, joueur de cricket anglais. (50 sélections en test cricket).
- 1983 :
  - Oleh Husyev, footballeur ukrainien. (98 sélections en équipe nationale).
  - Emmeline Ndongue, basketteuse française. Médaillée d'argent aux Jeux de Londres 2012. Championne d'Europe de basket-ball 2009 et médaillée de bronze à ceux de 2011. Victorieuse de l'Euroligue 2001. (196 sélections en équipe de France).
  - Nick Willis, athlète de demi-fond néo-zélandais. Médaillé d'argent du 1 500m aux Jeux de Pékin 2008 et de bronze aux Jeux de Rio 2016.
- 1984 :
  - Simon Fourcade, biathlète français. Champion du monde de biathlon du relais mixte 2009. Médaillé d'argent du 20 km et du relais 4 × 7,5 km aux Mondiaux de biathlon 2012 puis médaillé d'argent du relais 4 × 7,5 km à ceux de 2013.
  - Isaac Kiprono Songok, athlète de demi-fond kényan.
  - Stijn Vandenbergh, cycliste sur route belge. Vainqueur du Tour d'Irlande 2007.
- 1985 :
  - Tevita Mailau, joueur de rugby à XV tongien. (21 sélections en équipe nationale).
  - Giedo Van der Garde, pilote de F1 et courses automobile d'endurance néerlandais.
- 1986 :
  - Juan Sebastián Cabal, joueur de tennis colombien.
  - Alekseï Iemeline, hockeyeur sur glace russe. Champion du monde de hockey sur glace 2012.
  - Raïs M'Bolhi, footballeur franco-algérien. (50 sélections avec l'équipe d'Algérie).
  - Quentin Westberg, footballeur franco-américain.
- 1987 :
  - François Bellugou, footballeur français.
  - Razak Boukari, footballeur franco-togolais. (18 sélections avec l'équipe du Togo).
- 1988 :
  - Arezki Hamza Dambri, footballeur algérien.
  - Cheick Diabaté, footballeur malien. (39 sélections en équipe nationale).
  - Stefan Marković, basketteur serbe. Médaillé d'argent aux Jeux de Rio 2016. Médaillé d'argent au championnat du monde de basket-ball 2014. Médaillé d'argent au championnat d'Europe de basket-ball 2009. (84 sélections en équipe nationale).
- 1989 :
  - Marie-Michèle Gagnon, skieuse alpine canadienne.
- 1990 :
  - Abdoulaye Bamba, footballeur italiano-ivoirien. (3 sélections avec l'équipe de Côte d'Ivoire).
  - Jan-Lennard Struff, joueur de tennis allemand.
  - Jean-Éric Vergne, pilote de F1 français.
- 1991 :
  - Lesly Briemant, handballeuse française. (3 sélections en équipe de France).
  - Olivier Lombard, pilote de courses automobile français.
- 1992 :
  - Bryan Coquard, cycliste sur route et sur piste français. Médaillé d'argent de l'omnium aux Jeux de Londres 2012. Champion du monde de cyclisme sur piste de l'américaine 2015.
- 1993 :
  - Josh van der Flier, joueur de rugby à XV irlandais. Vainqueur du Grand Chelem 2018. (20 sélections en équipe nationale).
  - Anna Santamans, nageuse française.
  - Raphaël Varane, footballeur français. Champion du monde football 2018. Vainqueur de la Ligue des nations 2021 puis des Ligue des champions 2014, 2016, 2017 et 2018. (83 sélections en équipe de France).
- 1994 :
  - Brice Samba, footballeur franco-congolais.
- 1995 :
  - Daniel Martínez, cycliste sur route colombien.
  - Victoria Sinitsina, patineuse artistique de danse sur glace russe. Championne d'Europe de patinage artistique de danse sur glace 2020.
- 1997 :
  - Boris Buša, joueur serbe de volley-ball.
  - Jan Vodháněl, footballeur tchèque.
- 1998 :
  - Nate Johnson, basketteur américain.
  - Satou Sabally, basketteuse allemande.
- 2000 :
  - Tuomas Ollila, footballeur finlandais.

### XXIesiècle
- 2003 :
  - Arnau Martínez, footballeur espagnol.
  - Émilie Respaut, volleyeuse française. (53 sélections en équipe de France).
- 2004 :
  - Lorenzo Ignacchiti, footballeur italien.
  - Nicolás Rodríguez, footballeur colombien.
  - Álex Valle, footballeur espagnol.
- 2005 :
  - Chema Andrés, footballeur espagnol.
  - Eivind Helland, footballeur norvégien.

## Décès

### XXesièclede1901à1950
- 1910 :
  - Samuel Johnston, 41 ans, footballeur nord-irlandais. (5 sélections en équipe nationale). (° 18 septembre 1866).

### XXesièclede1951à2000
- 1961 :
  - Robert Garrett, 85 ans, athlète de lancers et de sauts américain. Champion olympique du lancer du disque et de poids puis médaillé d'argent de la hauteur et de la longueur aux Jeux d'Athènes 1896, médaillé de bronze du triple saut sans élan et du lancer de poids aux Jeux de Paris 1900. (° 24 mai 1875).
- 1968 :
  - John Tewksbury, 92 ans, athlète de sprint et de haies américain. Champion olympique du 200 m et du 400 m haies puis médaillé d'argent du 60 m et du 100 m et médaillé de bronze du 200 m haies aux Jeux de Paris 1900. (° 21 mars 1876).
- 1977 :
  - Opika von Méray Horváth, 87 ans, patineuse artistique en individuelle hongroise. Championne du monde de patinage artistique 1912, 1913 et 1914. (° 30 décembre 1889).
- 1981 :
  - Paul Bontemps, 78 ans, athlète de steeple français. Médaillé de bronze du 3 000 m steeple aux Jeux de Paris 1924. (° 16 novembre 1902).
- 1999 :
  - Michael Morris, 84 ans, journaliste puis dirigeant sportif irlandais. Membre puis président du CIO de 1972 à 1980 (° 30 juillet 1914).

### XXIesiècle
- 2001 :
  - Michele Alboreto, 44 ans, pilote de F1 italien. (5 victoires en Grand Prix). Vainqueur des 24 Heures du Mans 1997. (° 23 décembre 1956).
- 2003 :
  - Samson Kitur, 37 ans, athlète de sprint kényan. Médaillé de bronze du 400 m aux Jeux de Barcelone 1992. Champion d'Afrique d'athlétisme du 400 m 1990. (° 25 février 1966).
- 2007 :
  - Alan Ball, 61 ans, footballeur puis entraîneur anglais. Champion du monde de football 1966. (72 sélections en équipe nationale). (° 12 mai 1945).
- 2011 :
  - Cesare Del Cancia, 95 ans, cycliste sur route italien. Vainqueur de Milan-San Remo 1937. (° 6 mai 1915).
- 2014 :
  - Tito Vilanova, 45 ans, footballeur puis entraîneur espagnol. (° 17 septembre 1968).
- 2015 :
  - Jim Fanning, 87 ans, joueur de baseball puis directeur sportif américain. (° 14 septembre 1927).
- 2019 :
  - John Havlicek, 79 ans, basketteur américain. (° 8 avril 1940).